# フェルミ縮退
フェルミ縮退（フェルミしゅくたい、英語: Fermi degeneracy）とは、金属などの高密度な物質において、フェルミ粒子が取れる量子状態が強く限定されていることにより、古典論では説明できない物性を示すことをいう。フェルミ縮退している物質を、縮退物質（degenerate matter）と呼ぶ。
フェルミ粒子は、パウリの排他原理により、複数の粒子が同一の状態を取ることができない。従って、あるエネルギーの値を取れる粒子の数は、そのエネルギーの状態の数までが限界である。温度、すなわち粒子の平均運動エネルギーを下げていくと、粒子はエネルギーの低い状態へ移っていこうとする。しかし、エネルギーの低い状態がこの粒子数の限界に達してしまうと、エネルギーが高いままで残らざるを得ないことになる。このような状態になることを、フェルミ縮退もしくは単に縮退という。
粒子の密度が高ければ、粒子数の限界に達しやすくなるので、フェルミ縮退が起こりやすくなる。恒星の中心核は超高密度であるため、数億Kという高温でありながら、フェルミ縮退が起こることがある。

## 金属の自由電子
金属の自由電子は、室温程度ではフェルミ縮退している。そのため、低いエネルギー準位にある電子は、その上のエネルギー準位が粒子数の限界に達しているために、加熱してもエネルギーの高い状態になることができない。このため熱を受け取れる電子は、エネルギーの高い電子に限られるので、自由電子の熱容量は、古典粒子として考えた場合よりもずっと小さい値になる。また磁場をかけた場合に、電子がそのスピン状態を変えようとしても、変わる先の状態がすでに占有されているので、スピン状態が変わることができない。そのため、磁化率も古典粒子として考えた場合よりもずっと小さい値になる（パウリ常磁性）。

## 恒星の中心核
恒星の質量が小さい場合、中心核の温度に対して密度が高くなるため、プラズマ中の電子がフェルミ縮退を起こす。フェルミ縮退すると温度の割にエネルギーの高い電子が多くなるので、圧力が高くなる。このようにして生じる余分な圧力を縮退圧という。通常のプラズマの圧力は密度と温度に依存するが、縮退圧は密度だけに依存し、温度には依存しない。
フェルミ縮退していない場合には、核融合の加速によって温度が上昇すると、圧力を一定に保つために密度が減少する。つまりガスの膨張が起きるので、その仕事に発生した熱が使われて温度が下がり、もとの温度に戻る。しかしフェルミ縮退した中心核では、核融合の加速によって温度が上昇しても圧力が変化しないので、密度はそのままである。そのため、温度が上昇し、核融合反応はさらに加速されて暴走する。この暴走は、フェルミ縮退が解ける温度に上昇するまで続く。
太陽程度の質量の恒星では、ヘリウム燃焼過程が開始するときに、中心核がフェルミ縮退しているために、この現象が起こる。これをヘリウムフラッシュという。なお、ヘリウムフラッシュは、フェルミ縮退とは関係ない機構で起こる場合もある。
また、太陽の7 - 8倍程度の恒星では、炭素燃焼過程が開始するときにこの現象が起き、フェルミ縮退が解ける温度まで上昇する前に星全体が吹き飛ばされてしまう。これは超新星爆発の一種であり、炭素爆燃型超新星という。

## 縮退星
核融合反応が起こらなくなった恒星は、縮退圧と重力が釣り合うところまで収縮する。このように縮退圧で支えられている星を、縮退星という。
電子の縮退圧で支えられている星が白色矮星であり、中性子の縮退圧で支えられている星が中性子星である。また、クォークの縮退圧で支えられている星、クォーク星の存在が予言されている。
縮退圧には上限があり、電子の縮退圧で支えられる質量の上限はチャンドラセカール限界、中性子の縮退圧で支えられる質量の上限はトルマン・オッペンハイマー・ヴォルコフ限界と呼ばれている。質量がそれらの限界を超えると重力崩壊が起こる。
白色矮星が質量降着や合体によって重くなり、チャンドラセカール限界を超えると重力崩壊が始まり、一気に重力エネルギーが解放されて熱が発生する。すると高温になり炭素の核融合反応が開始する。白色矮星は縮退しているので、この核融合は暴走して星全体が吹き飛び、炭素爆燃型超新星となる。
中性子星が質量降着や合体によって重くなり、トルマン・オッペンハイマー・ヴォルコフ限界を超えると、重力崩壊によってブラックホールになると考えられている。この際に莫大な重力エネルギーが解放されるので、この現象はガンマ線バーストの原因の候補として挙げられている。

## その他

### 陽子
詳細は「陽子縮退」を参照

### 中性子
詳細は「中性子縮退」を参照

### クォーク
詳細は「クォーク縮退」を参照

### プレオン
詳細は「プレオン縮退仮説」を参照　